# چمن‌کایا (اردهان)
چمن‌کایا (به ترکی استانبولی: Çimenkaya، به ارمنی: Թորոսխև Ներքին، به یونانی: Τοροσκώφ) یک منطقهٔ مسکونی در ترکیه است که در اردهان واقع شده‌است.